# Kamsdorf
Kamsdorf é uma localidade e antigo município da Alemanha localizado no distrito de Saalfeld-Rudolstadt, estado da Turíngia. Desde julho de 2018, forma parte do município de Unterwellenborn.